# Прескотт (Айова)
Прескотт (англ. Prescott) — місто (англ. city) в США, в окрузі Адамс штату Айова. Населення — 191 особа (2020).

## Географія
Прескотт розташований за координатами 41°1′26″ пн. ш. 94°36′47″ зх. д. / 41.02389° пн. ш. 94.61306° зх. д. (41.023804, -94.612980).  За даними Бюро перепису населення США в 2010 році місто мало площу 1,04 км², уся площа — суходіл.

## Демографія
Згідно з переписом 2010 року, у місті мешкало 257 осіб у 109 домогосподарствах у складі 77 родин. Густота населення становила 248 осіб/км².  Було 127 помешкань (123/км²).
Расовий склад населення:
| - 98,8 % — білих - 0,8 % — корінних американців - 0,4 % — азіатів |

До двох чи більше рас належало 0,0 %. Частка іспаномовних становила 0,0 % від усіх жителів.
За віковим діапазоном населення розподілялося таким чином: 22,2 % — особи молодші 18 років, 61,5 % — особи у віці 18—64 років, 16,3 % — особи у віці 65 років та старші. Медіана віку мешканця становила 44,8 року. На 100 осіб жіночої статі у місті припадало 86,2 чоловіків;  на 100 жінок у віці від 18 років та старших — 96,1 чоловіків також старших 18 років.
Середній дохід на одне домашнє господарство  становив 62 302 долари США (медіана — 52 500), а середній дохід на одну сім'ю — 68 501 долар (медіана — 53 594). Медіана доходів становила 36 250 доларів для чоловіків та 30 000 доларів для жінок. За межею бідності перебувало 6,2 % осіб, у тому числі 7,5 % дітей у віці до 18 років та 2,2 % осіб у віці 65 років та старших.
Цивільне працевлаштоване населення становило 171 осіб. Основні галузі зайнятості: виробництво — 25,7 %, освіта, охорона здоров'я та соціальна допомога — 21,6 %, роздрібна торгівля — 9,9 %, транспорт — 8,8 %.